# Claudio Puelles
Claudio Puelles (Lima, 21 de abril de 1996) es un artista marcial mixto peruano que actualmente compite en la división de peso ligero de Ultimate Fighting Championship (UFC).

## Primeros años
Comenzó a entrenar Muay Thai alrededor de los 13 años, luego empezó a practicar jiu-jitsu en el gimnasio Sniper bajo la tutela de Cristian Freire, luego despertó su interés por el MMA en las clases de Lucho Candiotti, para luego empezar a entrenar con el Pit bull de Breña y dar paso a su carrera profesional.

## Carrera de artes marciales mixtas

### Carrera temprana
Comenzó su carrera profesional de MMA desde 2013 y peleó en las promociones Inka Fighting Championship y 300 Sparta de su país natal. Acumuló un récord de 7-1 antes participó en The Ultimate Fighter: Latinoamérica 3.

### TUF Latin America 3
En 2016 compitió en la tercera temporada de The Ultimate Fighter: Latin America 3 bajo el equipo Chuck Liddell.
En la ronda de eliminación, derrotó a José David Flores por nocaut técnico en el primer asalto. En los cuartos de final, derrotó a Pablo Sabori por sumisión. En las semifinales, derrotó a Marcelo Rojo por decisión unánime. Esta victoria le valió un puesto en la final contra Martin Bravo el 5 de noviembre de 2016 en Ciudad de México, México, en The Ultimate Fighter Latin America 3 Finale.

### Ultimate Fighting Championship

#### 2016
Puelles hizo su debut oficial en UFC contra Martin Bravo el 5 de noviembre de 2016, en TUF Latin America 3 Finale. Perdió la pelea por TKO en el segundo asalto.

#### 2018
Puelle enfrentó a Felipe Silva el 19 de mayo de 2018, en UFC Fight Night 129. Ganó la pelea por sumisión en el tercer asalto. Esta victoria lo hizo merecedor de su primer premio de Actuación de la Noche.

#### 2019
Puelles enfrentó a Marcos Mariano el 21 de septiembre de 2019 UFC Fight Night 159. Ganó la pelea por decisión unánime.

#### 2021
Puelles enfrentó a Jordan Leavitt el 5 de junio de 2021, en UFC Fight Night 189. Ganó la pelea por decisión unánime.
Puelles enfrentó Chris Gruetzemacher el 4 de diciembre de 2021 en UFC on ESPN 31. Ganó la pelea por sumisión en el tercer asalto.

#### 2022
Puelles enfrentó a Clay Guida el 23 de abril de 2022 en UFC Fight Night 205. Ganó la pelea por sumisión en el primer asalto. Esta victoria lo hizo merecedor de su segundo premio de Actuación de la Noche.
Puelles enfrentó a Dan Hooker el 12 de noviembre de 2022 en UFC 281. Perdió la pelea por TKO en el segundo asalto.

#### 2024
Puelles enfrentó a Farès Ziam el 24 de febrero de 2024, en UFC Fight Night 237. Perdió la pelea por decisión dividida.

## Campeonatos y logros
- Ultimate Fighting Championship
  - Actuación de la Noche (Dos veces) vs. Felipe Silva y Clay Guida[12][22]

## Récord en artes marciales mixtas
| Récord profesional | Récord profesional | Récord profesional |
| 16 peleas          | 12 victorias       | 4 derrotas         |
| ------------------ | ------------------ | ------------------ |
| Nocaut             | 2                  | 2                  |
| Sumisión           | 7                  | 0                  |
| Decisión           | 3                  | 2                  |

| Resultado | Récord | Oponente             | Método                      | Evento                                                              | Fecha                    | Ronda | Tiempo | Localización           | Notas                                                                     |
| --------- | ------ | -------------------- | --------------------------- | ------------------------------------------------------------------- | ------------------------ | ----- | ------ | ---------------------- | ------------------------------------------------------------------------- |
| Derrota   | 12–4   | Farès Ziam           | Decisión (unánime)          | UFC Fight Night: Moreno vs. Royval 2                                | 24 de febrero de 2024    | 3     | 5:00   | Ciudad de México       |                                                                           |
| Derrota   | 12–3   | Dan Hooker           | TKO (patada al cuerpo)      | UFC 281                                                             | 12 de noviembre de 2022  | 2     | 4:06   | Nueva York, Nueva York |                                                                           |
| Victoria  | 12–2   | Clay Guida           | Sumisión (kneebar)          | UFC Fight Night: Lemos vs. Andrade                                  | 4 de diciembre de 2021   | 1     | 3:01   | Las Vegas, Nevada      | Actuación de la Noche.                                                    |
| Victoria  | 11–2   | Chris Gruetzemacher  | Sumisión (kneebar)          | UFC on ESPN: Font vs. Aldo                                          | 4 de diciembre de 2021   | 3     | 3:26   | Las Vegas, Nevada      |                                                                           |
| Victoria  | 10–2   | Jordan Leavitt       | Decisión (unánime)          | UFC Fight Night: Rozenstruik vs. Sakai                              | 5 de junio de 2021       | 3     | 5:00   | Las Vegas, Nevada      |                                                                           |
| Victoria  | 9–2    | Marcos Mariano       | Decisión (unánime)          | UFC Fight Night: Rodríguez vs. Stephens                             | 21 de septiembre de 2019 | 3     | 5:00   | Ciudad de México       |                                                                           |
| Victoria  | 8–2    | Felipe Silva         | Sumisión (kneebar)          | UFC Fight Night: Maia vs. Usman                                     | 19 de mayo de 2018       | 3     | 2:23   | Santiago               | Actuación de la Noche.                                                    |
| Derrota   | 7–2    | Martin Bravo         | TKO (golpes)                | The Ultimate Fighter Latin America 3 Finale: dos Anjos vs. Ferguson | 5 de noviembre de 2016   | 2     | 1:55   | Ciudad de México       | Perdió el Torneo de Peso Ligero de The Ultimate Fighter: Latin America 3. |
| Victoria  | 7–1    | Alvaro Sugasti       | KO (patada a la cabeza)     | 300 Sparta 6                                                        | 18 de abril de 2015      | 1     | 1:24   | Lima                   |                                                                           |
| Victoria  | 6–1    | Edimar Martins Rayol | Sumisión (kneebar)          | Inka FC: Inka Warriors 2                                            | 25 de octubre de 2014    | 1     | 2:36   | Lima                   |                                                                           |
| Derrota   | 5–1    | David Cubas          | Decisión (unánime)          | Inka FC: Inka Warriors 1                                            | 30 de julio de 2014      | 3     | 5:00   | Lima                   |                                                                           |
| Victoria  | 5–0    | Lander Duarte Alves  | Decisión (unánime)          | Inka FC 25                                                          | 16 de abril de 2014      | 3     | 5:00   | Lima                   |                                                                           |
| Victoria  | 4–0    | Guile Calvete        | Sumisión (rear-naked choke) | 300 Sparta 5                                                        | 4 de febrero de 2014     | 2     | N/A    | Lima                   |                                                                           |
| Victoria  | 3–0    | Manuel Meza          | TKO (corte)                 | 300 Sparta 4                                                        | 10 de octubre de 2013    | 3     | N/A    | Lima                   | Pelea en peso pluma.                                                      |
| Victoria  | 2–0    | Renzo Mendez         | Sumisión (rear-naked choke) | Inka FC 23                                                          | 24 de agosto de 2013     | 2     | N/A    | Lima                   |                                                                           |
| Victoria  | 1–0    | Angel Alvarez        | Sumisión (armbar)           | 300 Sparta 2                                                        | 17 de julio de 2013      | 3     | N/A    | Lima                   |                                                                           |